# عقيرباء كهرمانية الذنب
عقيرباء كهرمانية الذنب (الاسم العلمي: Euscorpius flavicaudis) هي نوع من العنكبوتيات يتبع جنس العقيرباء من الفصيلة العقيربية.